# Markt 9 (Neustrelitz)

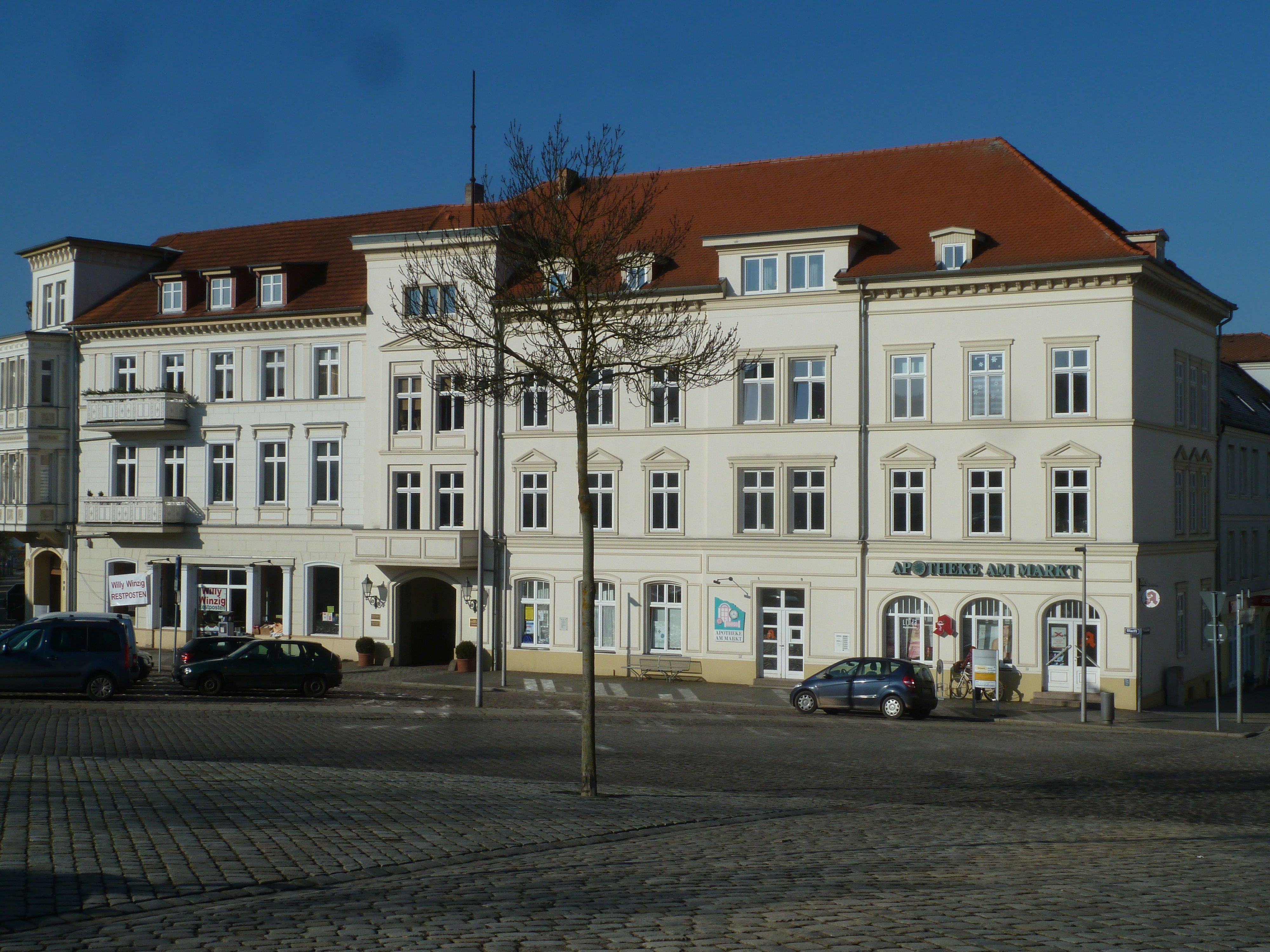
Nr. 9: rechts

Das Wohn- und Geschäftshaus Markt 9 in Neustrelitz (Mecklenburg-Vorpommern) an der Westseite des Markts wurde um 1900 gebaut.
Das Gebäude steht unter Denkmalschutz.

## Geschichte
Die Residenzstadt Neustrelitz mit 20.151 Einwohnern (2020) wurde erstmals 1732 erwähnt.
Das dreigeschossige neunachsige Eckgebäude mit einem Risalit über einem Durchgang steht an dem prägenden quadratischen Markt mit seinen acht Straßen. Hier befindet sich die Apotheke am Markt sowie ein Laden. Das Gebäude wurde 1996/97 im Rahmen der Städtebauförderung saniert.